# I'm Happy Just to Dance with You
〈I'm Happy Just to Dance with You〉는 존 레논과 폴 매카트니가 쓰고 비틀즈가 녹음해 영화 《하드 데이즈 나이트》의 사운드트랙에 담은 노래다. 조지 해리슨의 리드 보컬은 이때 처음으로 보도 매체에 의해 집중적으로 묘사되었다.

## 작곡과 녹음
존 레논과 폴 매카트니가 쓴 이 곡은 조지 해리슨의 보컬을 특히나 염두에 두고 작곡했는데, 당시 해리슨은 자신의 작곡에 대한 자신감이 결핍된 상태였다. 몇 년 뒤에 매카트니는 곡을 "정형화된 곡"이라고 묘사했고, 레논은 "저는 절대로 그 곡을 부르지 않을 겁니다"라고 말했다. 빽빽한 보 디들리 스타일의 리듬 기타가 해리슨의 잔잔한 보컬 위에 얹혀지는 이 곡에서 작곡자는 코러스의 클럭스 코드 선정에 대한 참신한 선택을 했다. "I'm happy just to dance with you"에서 B7코드를 사용한 것이다. 또한 노래는 도입에서 절이나 코러스 대신 브리지의 네 개의 마디가 동반된다는 면에서 독특하다.
비틀즈는 〈I'm Happy Just to Dance with You〉를 일요일 애비 로드 스튜디오에서 이상하리만큼 평범한 날 녹음했다. 6월 26일 유나이티드 아티스츠가 곡을 《A Hard Day's Night》에 담아 출시했으며, 7월 20일에는 캐피틀 레코드에서 《Something New》 음반에 담아 출시한다. 1964년 빌보드 탑 100에서 95위에 올랐으며 이것이 마지막 차트 진입이다. BBC의 《프롬 유 투 어스》 방송용으로 비틀즈는 1964년 7월 22일 런던의 BBC 파리스 스튜디오에서 곡을 녹음했고, 8월 3일 처음 방송되었다.

## 참여 인원
- 조지 해리슨 – 리드 보컬, 리드 기타
- 존 레논 – 백 보컬, 리듬 기타
- 폴 매카트니 – 백 보컬, 베이스
- 링고 스타 – 드럼, 아프리카 드럼
- 조지 마틴 – 프로듀서
- 노먼 스미스 – 엔지니어

이언 맥도널드 제공

## 차트 성적
| 차트 (1964년)      | 최고 순위 |
| ------------------ | --------- |
| 미국 빌보드 핫 100 | 95        |

## 참고 문헌
- 《The Beatles - Complete Scores》. Milwaukee: Hal Leonard. 1993. ISBN 0-7935-1832-6.
- Harry, Bill (2000). 《The Beatles Encyclopedia: Revised and Updated》. London: Virgin Publishing. ISBN 0-7535-0481-2.
- “I'm Happy Just To Dance With You”. 《The Beatles Bible》. 2008. 2008년 10월 19일에 확인함.
- MacDonald, Ian (2005). 《Revolution in the Head: The Beatles' Records and the Sixties》 Seco Revis판. London: Pimlico (Rand). ISBN 1-84413-828-3.
- Miles, Barry (1997). 《Paul McCartney: Many Years From Now》. New York: Henry Holt & Company. ISBN 0-8050-5249-6.